# Тисліцька Стефанія Антонівна
Стефанія Антонівна Тисліцька (30 жовтня 1939, село Чортория, тепер село Миролюбівка Тернопільського району Тернопільської області — 15 липня 2019, село Петриків Тернопільського району Тернопільської області) — українська радянська діячка, новатор сільськогосподарського виробництва, голова агрофірми-колгоспу «Поділля» Тернопільського району Тернопільської області. Член Ревізійної Комісії КПУ в 1986—1990 р.

## Біографія
У 1957 році закінчила однорічну школу бухгалтерів у місті Тернополі. У 1960 році закінчила зооветеринарний факультет Кременецького сільськогосподарського технікуму Тернопільської області.
У 1960—1974 роках — обліковець, завідувач ферми, зоотехнік колгоспу імені Лесі Українки села Миролюбівки Тернопільського району Тернопільської області.
У 1970 році закінчила Львівський зооветеринарний інститут. Член КПРС.
У 1974—1977 роках — заступник голови правління та секретар партійної організації КПУ колгоспу імені XXIII з'їзду КПРС села Велика Лука Тернопільського району Тернопільської області.
У 1977—1998 роках — голова правління колгоспу, агрофірми, Товариства з обмеженою відповідальністю «Поділля» селища Велика Березовиця Тернопільського району Тернопільської області.
У 1998—2002 роках — заступник директора Скалатського приватного сільськогосподарського товариства Підволочиського району Тернопільської області. З 2002 року — директор науково-оздоровчого комплексу «Червона калина» Тернопільського державного медичного університету в селищі Дружба Теребовлянського району.
Потім — на пенсії.

## Нагороди
- орден Леніна (1988)
- орден Трудового Червоного Прапора (1983)
- орден «Знак Пошани» (1970)
- медалі
- заслужений діяч сільського господарства Української РСР (1991)